# Noorddoorgang

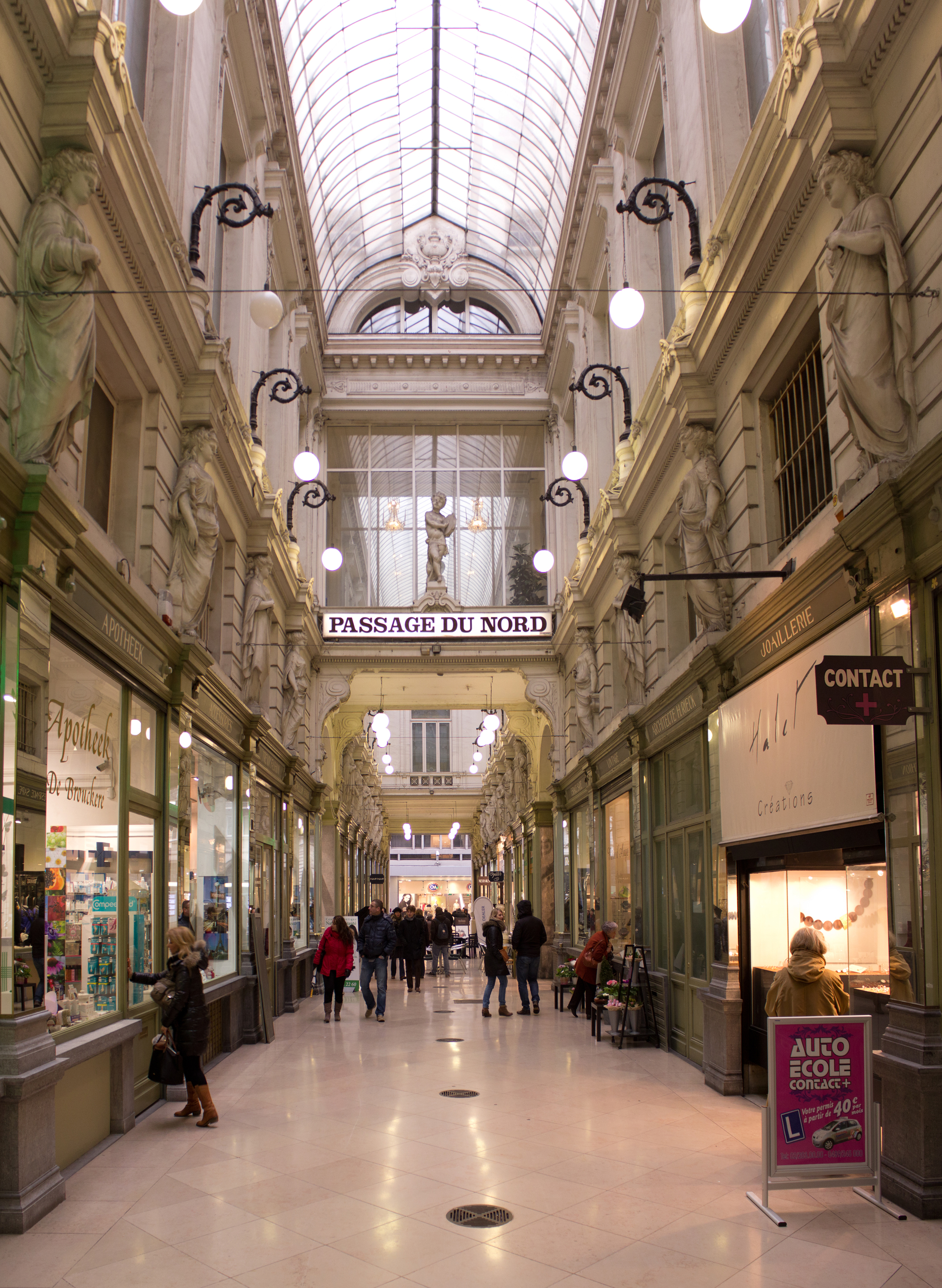
De Noorddoorgang

De Noorddoorgang (Frans: Passage du Nord) is een overdekte winkelgalerij in het centrum van de Belgische stad Brussel. De galerij ligt tussen de Nieuwstraat en de Adolphe Maxlaan (nabij het De Brouckèreplein). 

## Beschrijving
De 69 meter lange galerij is opgetrokken in eclectische stijl. Ze is versierd met 32 kariatiden in neoklassieke stijl van de Franse beeldhouwer Jean-François-Joseph Bertheux en met putti van de Belgische beeldhouwer Constant Albert Desenfants.

## Geschiedenis
In 1881 ging de bouw van de Noorddoorgang van start onder leiding van architect Henri Rieck in opdracht van de Société Anonyme du Musée et Passage du Nord. Op 25 mei 1882 werd de galerij geopend en in gebruik genomen. De galerij bevatte toen 32 winkels en een museum bestaand uit verschillende zalen op de verdiepingen: een antiekzaal, artistieke zaal, zaal met chemische experimenten, concertzaal, curiosazaal, zaal met handigheidspelen, industriezaal, zaal met moderne uitvindingen en een buffet. Er was ook een Théâtre Bébé waar kinderen en dwergen pantomime opvoerden. Regelmatig waren er tijdelijke exposities, zoals de Great Zwans Exhibitions van 1885 en 1887. In 1888 nam het Musée Castan zijn intrek in het Musée du Nord. Naast een wassenbeeldenmuseum organiseerde het wetenschappelijk getint vertier, inclusief freak shows en menselijke zoo's.
In het begin van de 21e eeuw bevinden er zich nog maar 20 winkels als gevolg van enkele samenvoegingen van winkels. De zalen van het museum worden gebruikt als seminariezalen, fitnessruimte en kamers van het Hotel Métropole.
In 1995 werd de Noorddoorgang beschermd als een historisch monument.